# Croix de saint Michel

Croix de saint Michel.

La croix de saint Michel est une croix blanche, et dans le cas de la représentation française, sur fond bleu (bleu de France ou bleu roi).
Elle est utilisée comme antagoniste au drapeau de l'Angleterre, dont le patron est saint Georges.

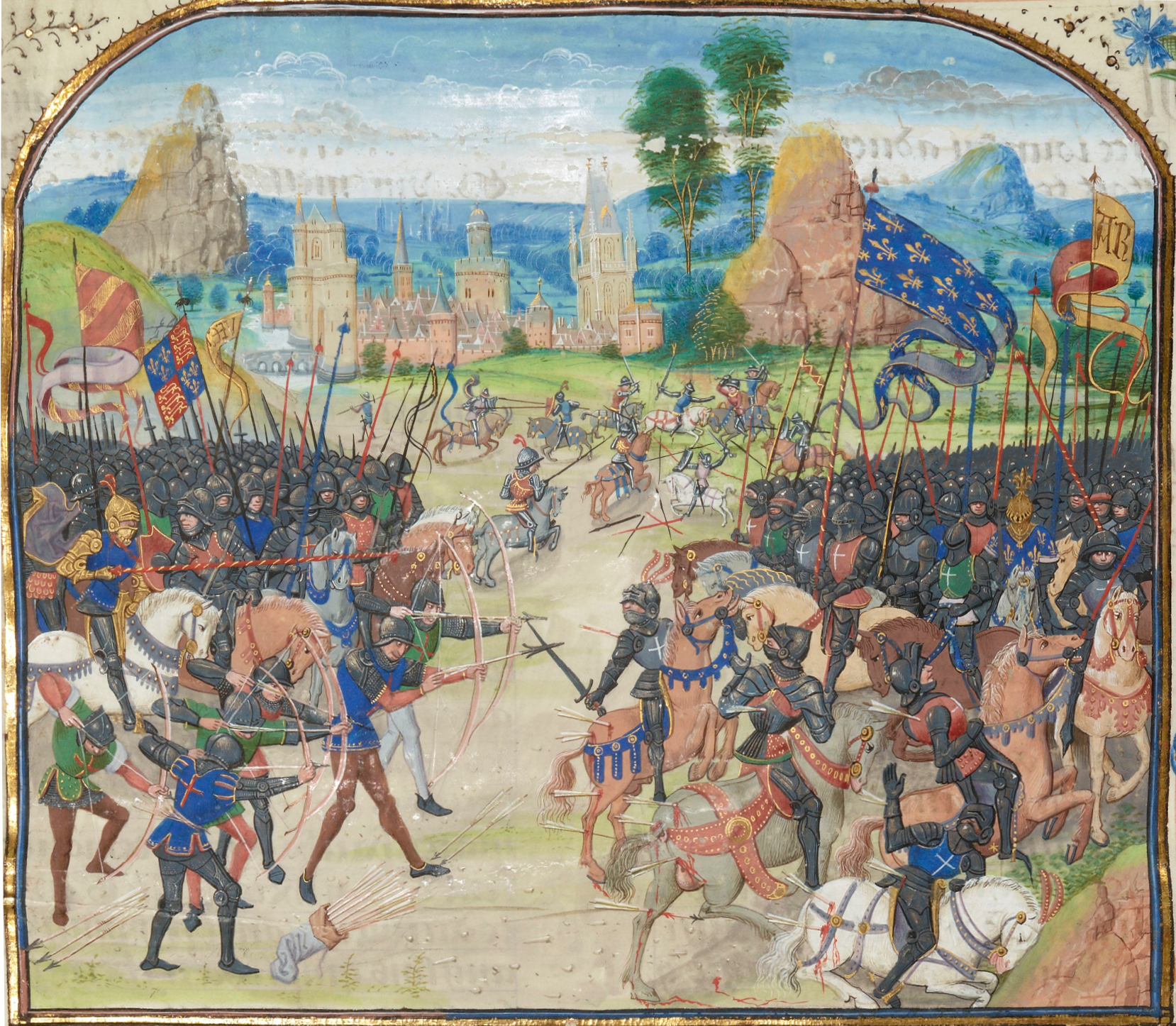
Bataille de Poitiers (1356) : Français portant la croix blanche. (Chroniques de Froissart, manuscrit de Gruuthuse.)

## Historique
À partir de 1300, au cours des campagnes de Flandre, les armées royales françaises prennent l'habitude d'arborer sous l'invocation de saint Michel une croix blanche, d'abord en bande ou en croix latine.
La guerre de Cent Ans est l'occasion d'exalter le symbole de la croix blanche, opposée à la croix rouge d'Angleterre. En 1355, Jean Ier d'Armagnac exige de ses soldats de porter une croix blanche sur la frontière de Guyenne. Durant l'été 1417, devant la menace des troupes anglaises d'Henri V qui combattent avec l'emblème de la croix rouge, les habitants d'Orléans en état de prendre les armes reçoivent l'ordre de porter notamment une heuque bleue marquée sur la poitrine d'une croix blanche.
En 1425, saint Michel apparaît à sainte Jeanne d'Arc dans sa maison natale de Domrémy-la-Pucelledans les Vosges (voix, apparitions et prédictions de Jeanne d'Arc). Jeanne affirme avoir vu en apparition et entendu les voix célestes de l'archange Michel et des saintes Catherine d'Alexandrie, Marguerite d'Antioche, lui demandant d'être pieuse, de ramener la paix au royaume de France en le libérant de ses envahisseurs et de conduire le dauphin de France (Charles VII) sur le trône en le faisant sacrer roi de France par l'église catholique à la cathédrale Notre-Dame de Reims (Jeanne d'Arc de Domrémy à Chinon 1428 - février 1429). Le 6 août 1451, alors que les Anglais capitulent à la fin du siège de Bayonne, une énorme croix blanche, symbole de l'archange, apparaîtrait dans le ciel.
Ainsi en France, la guerre de Cent Ans érige la croix blanche de saint Michel en drapeau militaire de la France, en y ajoutant le fond bleu, couleur de la chape de saint Martin et des capétiens.

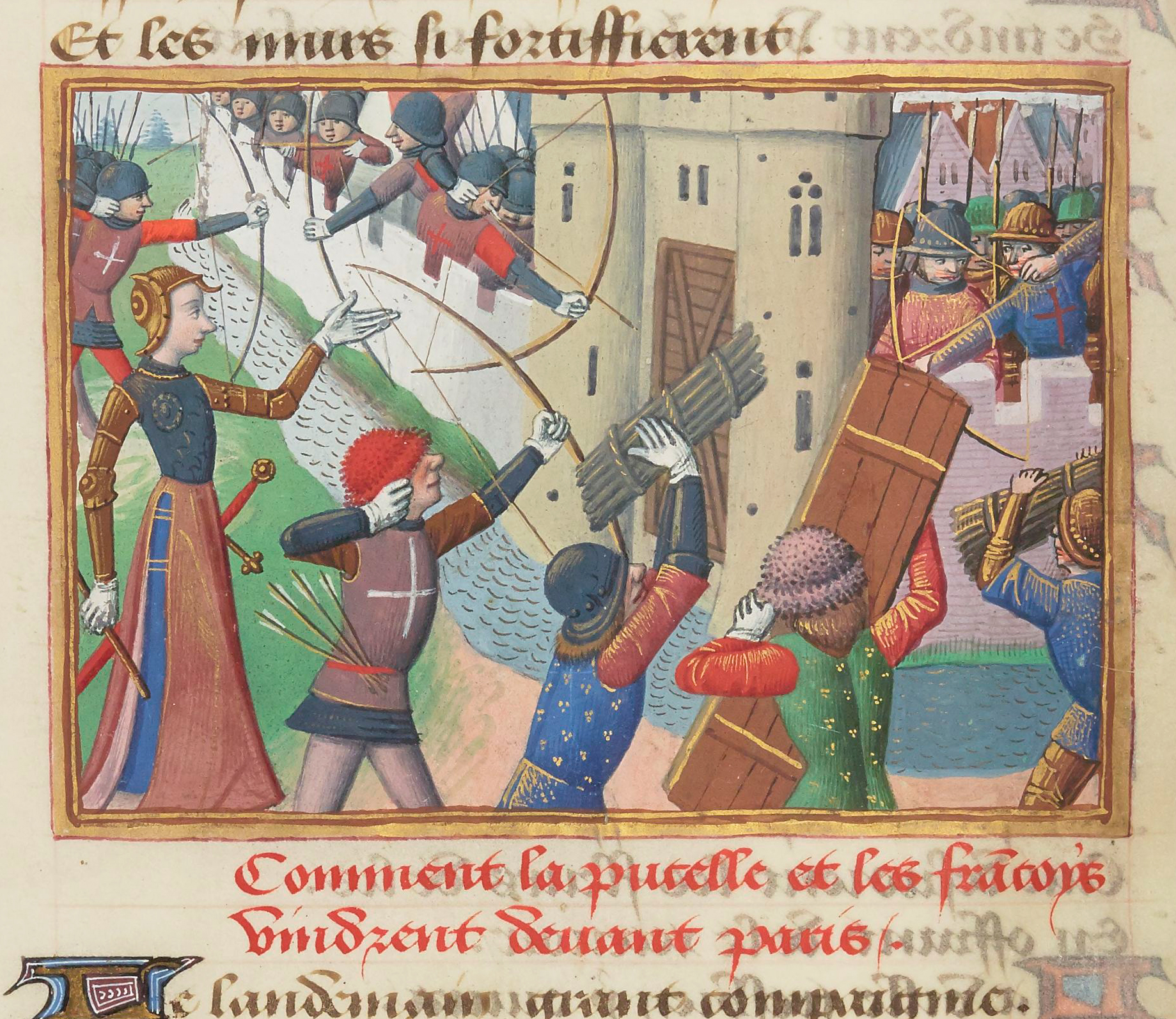
Siège de Paris par Jeanne d'Arc (1429) : Français portant la croix blanche.
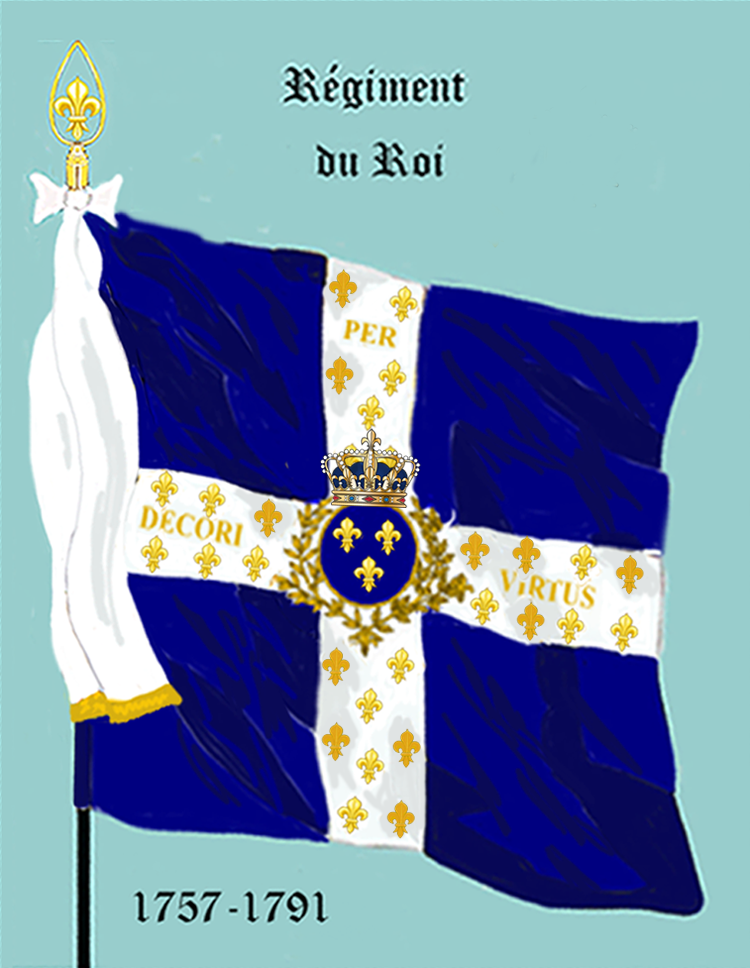
Bannière de Saint Michel adoptée en 1757 par le Régiment du Roi, qui était le plus important des régiments d'infanterie.
Drapeau de l'amirauté de Bretagne (sous la croix noire bretonne)
Drapeau du Québec
Drapeau aux serpents de la Martinique
Drapeau de Saint-Malo inspiré de celui de la marine marchande française
Drapeau de Saint-Michel-Gestel

## Drapeau similaire

### Grèce
Le drapeau grec, et notamment le drapeau utilisé de 1822 à 1969, montre également une croix blanche sur fond bleu. Néanmoins, la symbolique de cette croix reste controversée. Selon une des théories, la croix symboliserait la foi chrétienne et la victoire sur l’occupant, lorsqu'elle serait apparue à l’empereur Constantin Ier dans le ciel de Rome la veille de la bataille du pont Milvius, le 28 octobre 312.
En revanche, le drapeau de la Force aérienne grecque représente l'archange Michel sur le drapeau grec à croix blanche sur fond bleu.

Drapeau grec (1822-1832, 1924-1935 et 1975 à 1978).
Drapeau de la Grèce utilisé à partir de 1978.
Drapeau de l'Écosse.
Drapeau des Shetland.
Ancien drapeau officieux de l'Islande utilisé par les Républicains (Hvítbláinn).
Drapeau de Calais.